# Torymus pseudotsugae
Torymus pseudotsugae är en stekelart som beskrevs av Horton Holcombe Hobbs 2004. Torymus pseudotsugae ingår i släktet Torymus och familjen gallglanssteklar. Inga underarter finns listade i Catalogue of Life.